# Upper Denkyira District
Upper Denkyira District ist einer von 13 Distrikten der Central Region von Ghana. Er grenzt an die Distrikte Twifo/Hemang/Lower Denkyira und Assin North in der Central Region. Upper Denkyira grenzt ebenfalls an die Western Region mit ihren Distrikten Bibiani/Anhwiaso/Bekwai, Wasa Amenfi West und Wasa Amenfi East. Im Norden grenzt der Distrikt ebenfalls an die Ashanti Region mit den Distrikten Obuasi Municipal, Amansie East und Amansie West. Chief Executive des Distriktes mit der Hauptstadt Dunkwa-On-Offin und 122.537 Einwohnern ist Richard Anane Adabor.
Upper Denkyira wurde neben dem Distrikt Twifo/Hemang/Lower Denkyira aus dem ehemaligen Distrikt Denkyira im Jahr 1988 gebildet.

## Geographie
Der Distrikt liegt auf einem Plateau, das bis auf eine Höhe von 250 Metern über dem Meeresspiegel ansteigt. Die Hauptstadt Dunkwa-On-Offin hat ihren Namen von der Lage der Ortschaft Dunkwa am Fluss Offin. Ebenfalls der bekannte Fluss Pra durchfließt den Distrikt, dessen Nebenflüsse Subin Ninta, Aponapon, Tuatian, Dia, Afiefi und Subin sind ebenfalls im Distrikt gelegen.

## Bevölkerung
Die Gesamtbevölkerung lag 1960 bei 34.011 Menschen, 1970 bei 44.468, 1984 bei 68,329 und im Jahr 2000 bei 108.444. Für das Jahr 2006 ergaben Schätzungen eine Bevölkerung von 122.537. Die Bevölkerung wuchs damit zwischen 1960 und 1984 um 2,8 Prozent jährlich und zwischen 1984 und 2000 um 3,1. Aktuell wächst die Bevölkerung um 3,1. In Upper Denkyira sind die Frauen mit 50,4 Prozent in der Bevölkerung vertreten. 
Die Bevölkerung ist durchschnittlich 19,1 Jahr alt, der nationale Durchschnitt liegt bei 19,4 Jahren. Über die Hälfte der Bevölkerung ist jünger als 20 Jahre, Kinder unter 15 Jahren stellen 28,9 Prozent der Bevölkerung. Die Altersgruppe zwischen 15 und 64 Jahren ist im arbeitsfähigen Alter und stellt 52 Prozent der Gesamtbevölkerung. Frauen im gebärfähigen Alter zwischen 15 und 45 Jahren stellen 45,8 Prozent der weiblichen Bevölkerung. 
Bei der Volkszählung des Jahres 2000 erreichte lediglich die Distrikthauptstadt Dunkwa-On-Offin mit einer Bevölkerung von damals 26.215 Menschen eine statistisch gesehen städtische Umgebung. Zweitgrößte Stadt ist Ayanfuri im Jahr 2000 mit einer Bevölkerung von 3.935 Menschen. Lediglich 23,2 Prozent der Bevölkerung des Distriktes leben damit in der Stadt, 76,8 Prozent auf dem Land.
Die Denkyira sind ein den Akan zugehöriges Volk, die ursprünglich auf dem Gebiet des heutigen Upper Denkyira Distriktes lebten. Aufgrund einer Vielzahl von Wanderungsbewegungen innerhalb Ghanas kamen Aschanti, Fante, Akwapim, Ewe und Volksgruppen aus dem Norden Ghanas in den Distrikt. 
Die im Distrikt dominierende Religion ist das Christentum mit einer für das Jahr 1996 geschätzten Anhängerschaft von 93 Prozent der Bevölkerung. Weitere 4 Prozent sind Anhänger des Islam, 1,7 Prozent gehörten traditionellen Religionen an und 1,6 Prozent gehören einer anderen oder keiner Religion an.

## Wahlkreise
Im Distrikt Upper Denkyira sind zwei Wahlkreise eingerichtet worden. Im Wahlkreis Upper Denkyira West errang Benjamin Kofi Ayeh für die Partei New Patriotic Party (NPP) bei den Parlamentswahlen 2004 den Sitz im ghanaischen Parlament. Im Wahlkreis Upper Denkyira East gelang dieses Nana Amoakoh von der Partei (NPP).

## Ortschaften
| - Dunkwa-On-Offin - Ayafuri - Diaso - Kyekyewere - Mfuom - Dominase | - Ntom - New Obuasi - Nkotumso - Maudaso - Asikuma - Jameso Nkwanta | - Buabinso - Bethelehem - Buabin - Akropong - Nkronua - Akwaboso - Afiefiso |